# Orella d'elefant
L'Orella d'elefant o Gosh-e fil (en persa: گُوش فيل; "orella d'elefant") és una pasta fregida de la cuina iraniana i també popular a l'Afganistan. La massa té forma d’orella d’elefant (goosh) i es fregeix en oli. A continuació, es cobreix cada tros amb festucs picats i sucre en pols.
Les persones Isfahani solen menjar aquest dolç amb doogh, una beguda amarga feta de iogurt. 
La massa es fa batent els ous, la llet i la mantega i, tot seguit, afegint la barreja als ingredients secs.